# Scudderia furcata
Scudderia furcata är en insektsart som beskrevs av Brunner von Wattenwyl 1878. Scudderia furcata ingår i släktet Scudderia och familjen vårtbitare.

## Underarter
Arten delas in i följande underarter:
- S. f. furcifera
- S. f. furcata
- S. f. sinaloae

## Bildgalleri

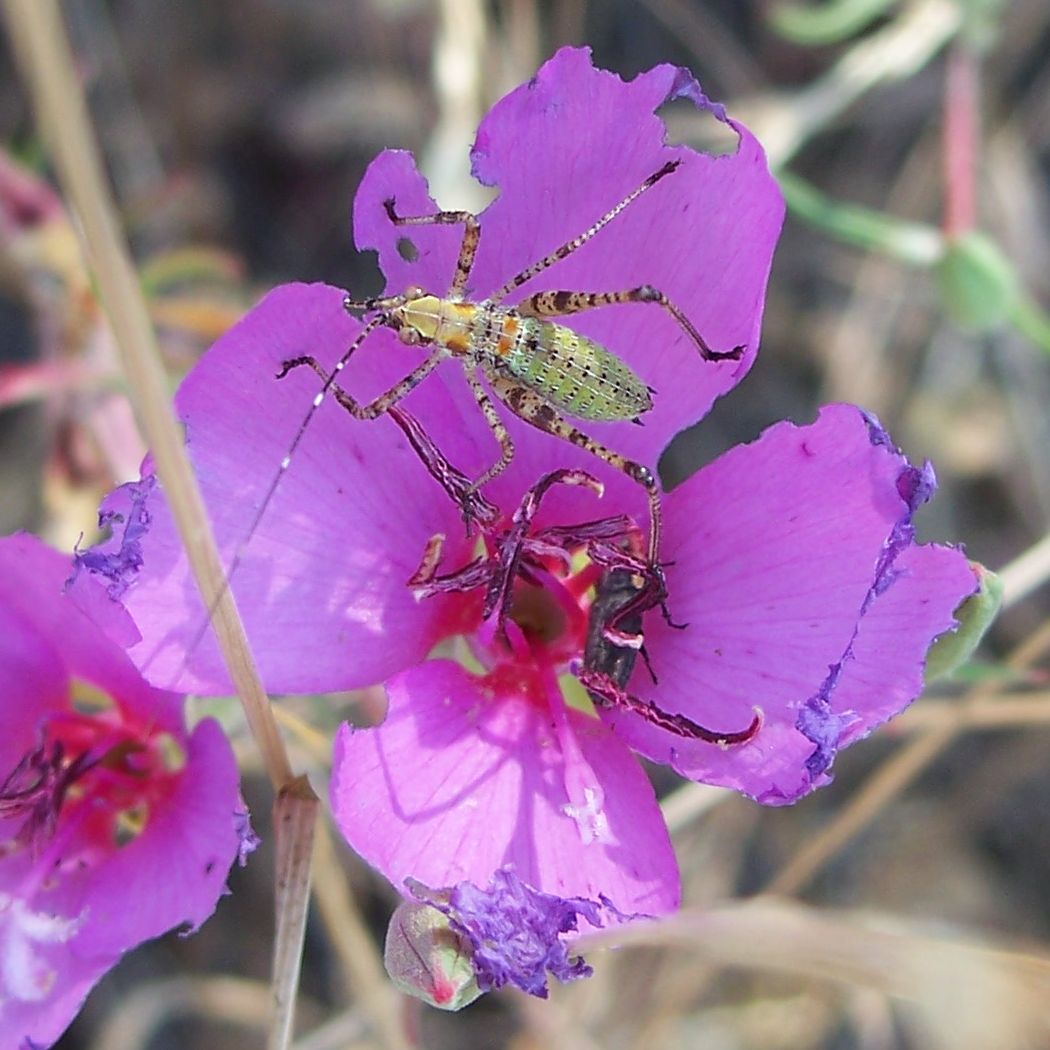